# Sphaerosyllis antarctica
Sphaerosyllis antarctica är en ringmaskart som beskrevs av Gravier 1907. Sphaerosyllis antarctica ingår i släktet Sphaerosyllis och familjen Syllidae. Inga underarter finns listade i Catalogue of Life.